# Dompteur

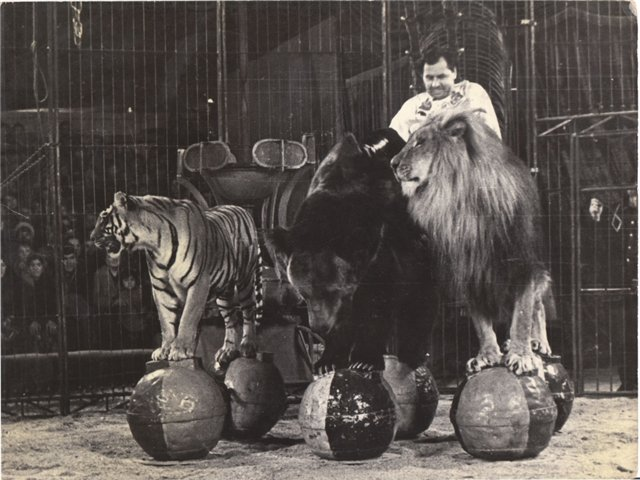
Der russische Dompteur Iwan Fedotowitsch Ruban (1913–2004) lässt einen Bären, einen Tiger und einen Löwen auf Kugeln balancieren.

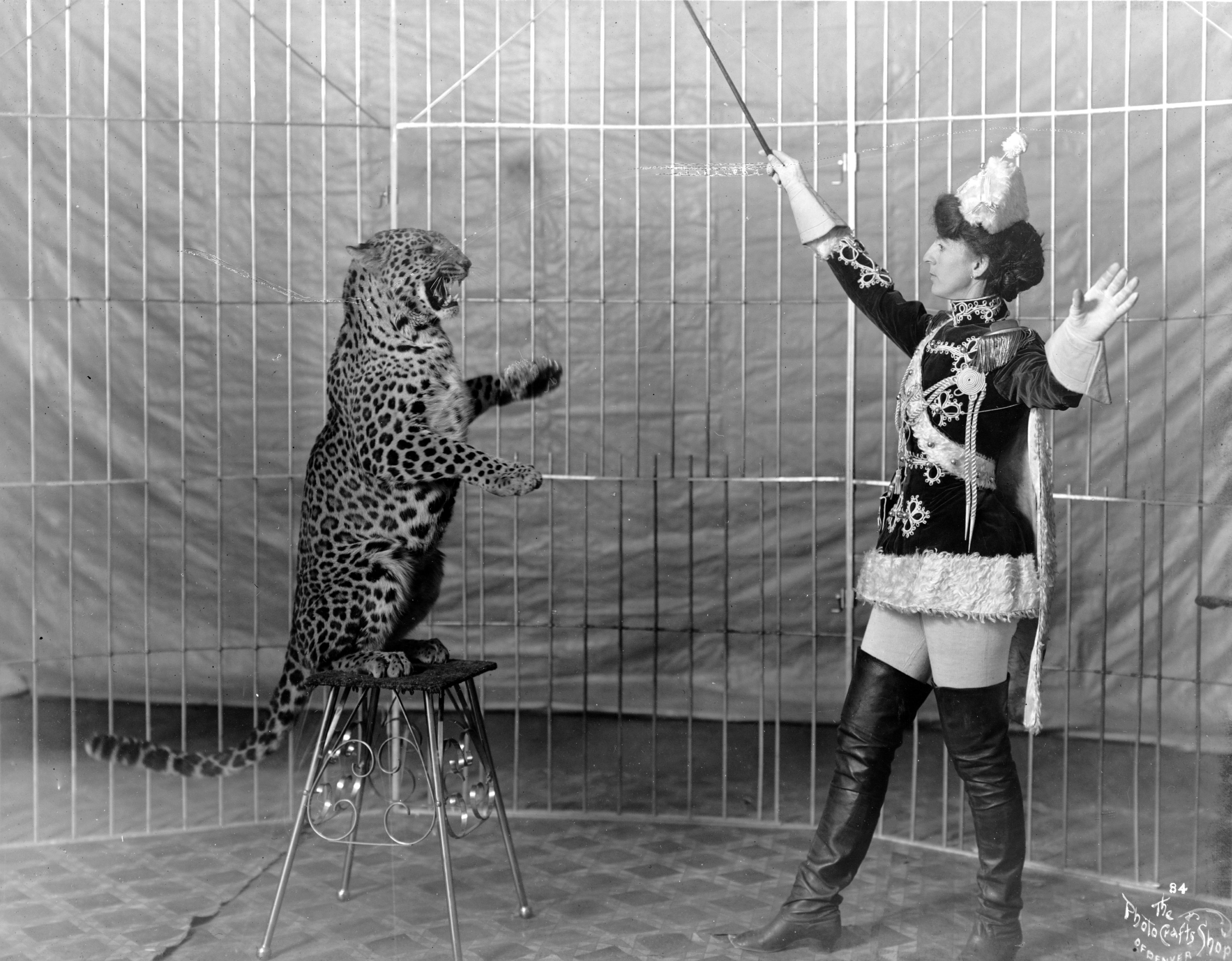
Eine Dompteuse hält einen Leoparden in Schach (um 1900)

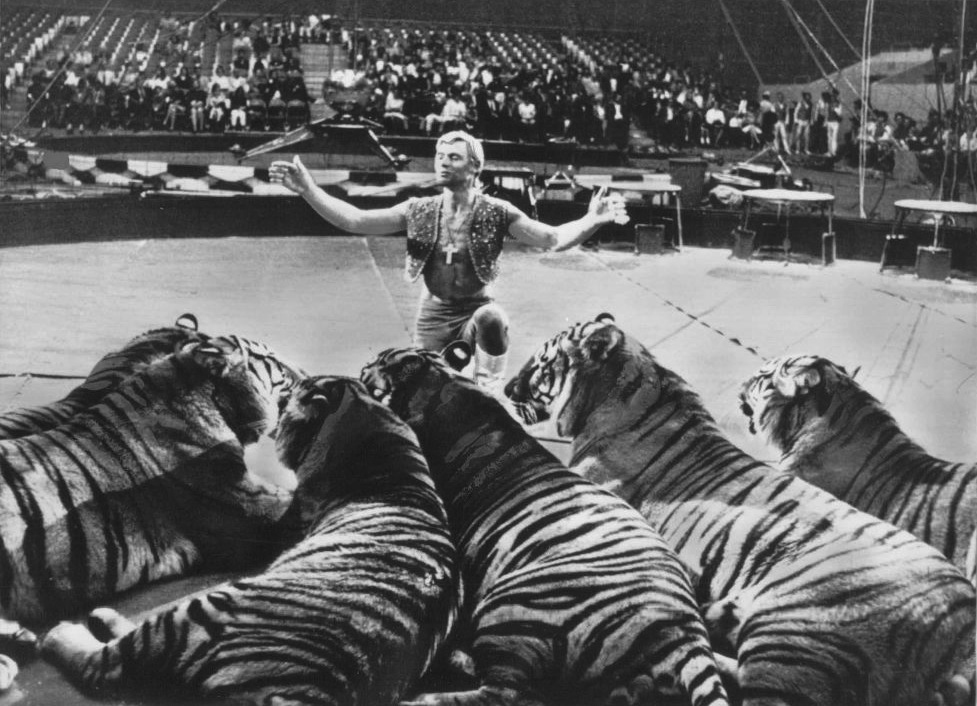
Gunther Gebel-Williams mit seinen Tigern bei einem Auftritt im Ringling Bros. and Barnum & Bailey Circus (1969)

Ein Dompteur (aus dem Französischen entlehnt; zu dompter, „zähmen, bändigen“; weibliche Bezeichnung Dompteurin oder Dompteuse) ist ein Schausteller, der wilde – also nicht domestizierte – Tiere wie Löwen, Tiger, Bären oder auch Elefanten zu Kunststücken abrichtet und in der Manege dem Publikum vorführt.
Die meisten Dompteure reisen mit einem Zirkus, einige finden auch im Varieté Engagements; bis ins frühe 20. Jahrhundert boten zudem Zoologische Gärten häufiger derartige Showeinlagen. Seinen Unterhaltungswert schöpft der Auftritt eines Dompteurs anders als Dressurnummern mit Hunden, Pferden oder Ziegen nicht nur aus der Geschicklichkeit und Possierlichkeit der Tiere, sondern aus ihrer Gefährlichkeit. Trotz aller augenscheinlichen Zähmung und Routine bleiben Wildtiere in ihrem Verhalten unberechenbar; immer wieder werden auch erfahrene Dompteure von ihren Tieren angegriffen oder gar getötet.
In Deutschland sind Dompteure, Dresseure und andere Personen, die mit der Haltung, Ausbildung und Nutzung von Tieren in Zirkusbetrieben oder ähnlichen Einrichtungen beschäftigt sind, seit 2007 im Berufsverband der Tierlehrer organisiert; „Tierlehrer“ ist indes anders als der Tierpfleger kein staatlich anerkannter Beruf.

## Bedeutende Dompteure
- George Wombwell (1777–1850), britischer Tierschaubetreiber
- Henri Martin (1793–1882), französischer Dompteur und Zoomitbegründer
- Isaac van Amburgh (1808–1865), amerikanischer Löwendompteur
- Wilhelm Hagenbeck (1850–1910), deutscher Raubtierdompteur, zeigte den ersten radfahrenden Elefanten, auf dessen Rücken ein Löwe saß
- Wilhelm Philadelphia (1854–1921), deutscher Elefanten- und Löwendompteur
- Julius Seeth (1863–1939), deutscher Löwendompteur
- Claire Heliot (1866–1953), deutsche Dompteurin
- Miss Senide, eigentlich Henriette Willardt (1866–1923), deutsche Dompteurin und Zirkusdirektorin
- Richard Sawade (1868–1947), deutscher Raubtierdompteur (Tierpark Hagenbeck)
- Dora Friese (1883–1965), deutsche Löwen- und Eisbärendompteuse
- August Mölker (1876–1951), deutscher Löwen- und Bärendompteur
- Tilly Bébé, eigentlich Mathilde Rupp (1879–1931), österreichische Dompteurin, Stuntfrau und Tiertrainerin
- Werner Winter (1924–2001), Europas jüngster Raubtierdompteur der 1940er Jahre
- Ursula Böttcher (1927–2010), deutsche Eisbären-Dompteurin in der DDR
- Gerd Siemoneit-Barum (1931–2021), Dompteur und Zirkusgründer, Vater der Schauspielerin und Zirkusdirektorin Rebecca Siemoneit-Barum
- Rüdiger Probst, deutscher Dompteur (Zirkus Probst in der DDR)
- Siegfried Fischbacher (1939–2021) und Roy Horn (1944–2020), als Las-Vegas-Bühnenduo Siegfried und Roy mit einer Mischung aus Zauberkunst und der Dressur von weißen Königstigern weltbekannt
- Gunther Gebel-Williams (1934–2001), deutsch-amerikanischer Dompteur, einer der größten Tiertrainer der Zirkusgeschichte, tlw. umstritten PETA
- René Strickler (* 1948), Schweizer Dompteur mit zahlreichen Zirkusengagements und eigenem Raubtierpark
- Martin Lacey jr. (* 1977), englischer Dompteur, der seit 2001 fest im Circus Krone engagiert ist.